# Basílica de San Antonio de Padua (Buenos Aires)
La Basílica menor San Antonio de Padua es un templo religioso de culto católico bajo la advocación de San Antonio de Padua en la Av. Lincoln 3751 de Villa Devoto, en la Ciudad Autónoma de Buenos Aires, en Argentina.

## Historia
La Basílica Menor San Antonio de Padua de Villa Devoto nació con el pueblo (barrio) en el momento que el Banco Inmobiliario adquirió a la Familia Altube las tierras de lo que hoy es Villa Devoto, presentando un proyecto de urbanización al Municipio de la Ciudad; este fue aprobado el 13 de abril de 1889, fecha que marca el inicio de la urbanización. En los planos originales del Banco estaba prevista la construcción  de una iglesia que originalmente debería llamarse Santa Rosa. Las obras quedaron prontamente paralizadas debido a la crisis económica de 1890.
En 1913, Antonio Devoto adquirió el predio para continuar con su construcción, que quedó a cargo del arquitecto de origen austro-húngaro Marcovich. La decoración interior y la pintura quedaron en manos de los artistas Luis Boni y Dante Ortolani. Al fallecer Devoto en 1916, la construcción quedó paralizada y luego se continuó con lentitud hasta 1923, año en que falleció su segunda esposa, Elina Pombo, tras lo cual las obras se vieron nuevamente suspendidas. Continuada por los hermanos de Elina, finalmente la parroquia fue consagrada en el año 1928. Merced a una bula papal del 7 de diciembre del año anterior, el 13 de junio de 1964 fue elevada al rango de basílica menor. Finalmente la parroquia fue consagrada en el año 1928.

## Arquitectura

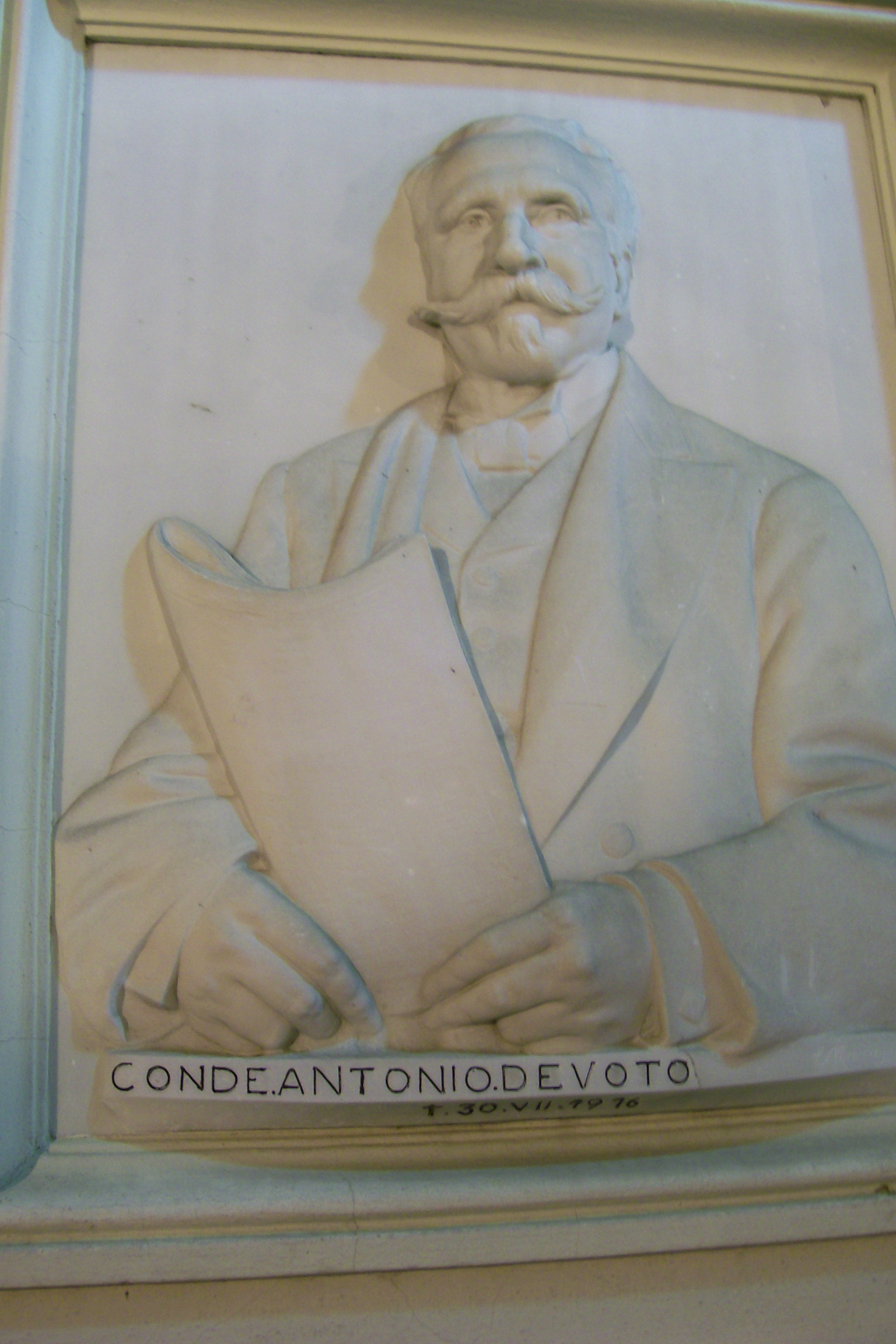
Relieve de Antonio Devoto.

El templo tiene planta de cruz griega y es de estilo neoclásico románico. En su frente hay cuatro columnas toscanas. El friso es esgrafiado y está ornamentado con flores marianas y palmas de laureles. Posee asimismo dos campanarios y una espadaña con la imagen de San Antonio de Padua, santo patrono. A ambos lados de la puerta se observan sendos relieves de Antonio Devoto y de Elina Pombo de Devoto. La iglesia posee una cripta, de estilo imperial o napoleónico, donde descansan los restos de Antonio Devoto y quienes fueran su primera y segunda esposa. En 1991 un incendio destruyó la cúpula original; la nueva cúpula del templo fue inaugurada el 20 de junio de 1993.
En el interior se encuentran gran cantidad de esculturas, entre ellas un Cristo tallado en un solo bloque de mármol obra del escultor italiano Antonio Frilli. También hay un grupo escultórico a tamaño natural de cuatro mujeres que oran, representando a la fe, la caridad, la esperanza y la religión. 
Los altares, uno mayor y dos laterales, están consagrados a San Antonio de Padua, la Inmaculada Concepción y San José respectivamente. El altar cuenta con talla a cincel que representa a la última cena. Todos estos elementos están hechos de mármol de Carrara. 
Posee un órgano, instrumento instalado por Alberto Mateo Poggi en 1920. El mismo es de la fábrica Laukhuff y tiene 955 tubos. Este fue remodelado y restaurado en 1985.